# Rectipalpula
Rectipalpula là một chi bướm đêm thuộc họ Erebidae. Nó đã từng được coi là đồng nghĩa của Oxyodes, giờ được xem là chi riêng biệt.

## Loài
- Rectipalpula billeti Joannis, 1900